# Kemenate Helmershausen
Die Kemenate Helmershausen, auch als Schloss Kohlhausen bezeichnet, war Bestandteil einer befestigten Gutsanlage mit Wohnschloss am nordöstlichen Ortsrand des Dorfes Helmershausen, heute Hauptort der Gemeinde Rhönblick im Landkreis Schmalkalden-Meiningen in Thüringen.

## Lage
An den einstigen Standort des Gutskomplexes erinnern die Namen der Gassen Kohlhausen und Vor der Kohlhause am Nordrand der heutigen Ortslage, westlich deren anzunehmenden Schnittpunktes sich das Gut wohl befand. Nach Gemeindeangaben wird das Gut auf die heutigen Flurstücke 785 und 784 verortet und lag damit auf etwa 410 m ü. NHN.

## Geschichte
1372 wurde ein Apel von Kohlhausen mit dem Gut durch die Henneberger belehnt. 1421 wird Martin von Kohlhausen als Lehensbesitzer genannt.
Das zur Grafschaft Henneberg-Römhild gehörige Gut Helmershausen wurde 1536 erneut als Lehen an die Herren von Kohlhausen ausgegeben.
Ein Christoph von Kohlhausen hatte es um 1536 als hennebergisch-römhilder Lehen inne. Nachdem die Familie Kohlhausen bereits 1566 mit dem Tode Christophs ausgestorben war, kamen die Ländereien an andere hennebergische Landadelige. Nächster Besitzer war Veit von Heldritt, der später Amtmann in Lichtenberg wurde und am 5. März 1607 verstarb. Das Lehen gelangte an die beiden Schwiegersöhne L. B. von Wangenheim und A. V. von Zweiffel. 1630 wurde ein Jakob Schott genannt, 1673 Kurt Auerochs, danach dessen Schwiegersohn Levitt von Heldritt. Bis 1721 war ein gewisser Leutnant Levin Dietz im Besitz des Anwesens, danach besaß es der Gerichtsverwalter Stang. Seine Witwe verkaufte das Anwesen 1740 oder 1743 an die Herren von Wegmar (Wechmar), die es aber wegen eines Streites mit der Gemeinde Helmershausen, die ein Vorkaufsrecht besaß, nicht in Besitz nehmen konnten. Nach einem Vergleich 1765 wurde das Gelände an die Einwohner veräußert. Erbzinsen und ein Sechstel der niederen Jagd verblieben beim Adel. Der Befestigungsgraben wurde gegen Ende des 19. Jahrhunderts verfüllt und Gartengelände entstanden. Noch 1804 werden aber Ruinen (rudera) erwähnt.
Anders wird die Geschichte in den Denkmalbüchern benannt. Hier wird angenommen, dass die Schlossanlage vermutlich bereits seit dem 16. Jahrhundert als Steinbruch diente.
Die Nachfolgebesitzer verzichteten auf das vermutlich baufällige Schlossgebäude und erbauten innerhalb der befestigten Ortslage eigene Herrensitze, die in der Ortschronik als das Rothe Schloss der Herren von Wildungen, das 1575 erbaute Schwarze Schloss der Herren von Erffa, das Gelbe Schloss der Herren von Zweiffel sowie als der Hennebergische Freihof erwähnt werden. Keine der in der Besitzabfolge genannten 20 Adelsfamilien aus dem Meininger Unterland konnte ihre Besitztümer auf längere Zeit behaupten, zumeist wurde der Helmershäuser Besitzanteil als Pfand oder Brautgeschenk weiterveräußert.